# Saltiri anglocatalà
El Saltiri anglocatalà és un manuscrit il·luminat del llibre dels Salms, iniciat al voltant de l'any 1200 a Canterbury i acabat a Barcelona al voltant de l'any 1340 per Ferrer Bassa. Se'l coneix també com Saltiri de Canterbury pel seu origen, i Saltiri auri, ja que incorpora daurats complementant la policromia. El còdex original es conserva a París, a la Biblioteca Nacional de França amb la signatura «Lat. 8846». El llibre vincula la iconografia gòtica anglesa i la gòtica catalana.
Un saltiri és un recull dels salms, un llibre emprat a l'edat mitjana durant l'ofici diví. Es tracta d'un saltiri triplement glossat, ja que conté tres versions dels salms a tres columnes: l'hebrea, la romana i la gal·licana, la versió popular a Occident difosa per l'església a les Gàl·lies. Consta de 356 pàgines, més de 140 miniatures enriquides amb or i 190 lletres inicials ornamentals.
La part anglesa segueix la línia iconogràfica del Saltiri d'Utrecht, del segle ix, definit per la tradició carolíngia amb influència romana d'Orient. La part catalana està marcada per l'estil italianitzant que Ferrer Bassa havia introduït a la Corona d'Aragó després de la seva estada a la Toscana.

## Antecedents històrics
Aquest Saltiri és la tercera còpia del manuscrit Saltiri d'Utrecht.
L'original del Saltiri d'Utrech va ser realitzat vers el 825, probablement a l'abadia de Hautvillers, dins l'arquebisbat de Reims quan n'era titular Ebbó, gran impulsor de la producció de manuscrits il·luminats. L'obra compta amb dibuixos sense emmarcar monocolors, en sanguina. Des de l'any 1000, aproximadament, i fins a finals del segle xii es conservava a Canterbury on probablement havia arribat a través de Judit dels Francs, la filla de Carles el Calb, donada en matrimoni al rei de Wessex Æthelwulf.
Entre el 1010 i el 1040 es va realitzar la primera còpia, coneguda com el Saltiri de Harley, que contenia algunes il·lustracions finalitzades cap al 1075 i unes altres entre 1120-1130. El text d'aquesta primera còpia arribava fins al salm 143 i del 67 al 100 no tenien il·lustració. La segona còpia es coneix com a Saltiri d'Eadwine i es va realitzar entre 1155-1160; la seva realització va comptar amb cinc miniaturistes i deu copistes, que van realitzar unes miniatures policromes de gran qualitat.
Uns deu o vint anys després de l'acabament del Saltiri d'Eadwine, es va realitzar la part anglesa del Saltiri Auri o Saltiri Anglocatalà al mateix escriptori, prenent com a font la versió original del d'Utrech i el Saltiri d'Eadwine. El fet que no hi hagi cap influència del Saltiri de Harley, la primera còpia, denota que ja no s'hi trobava a l'església de Crist quan es va confeccionar l'anglocatalà.

## Autor
La part anglesa del còdex començat el segle xii a Canterbury va ser realitzada per algun copista que es va inspirar en el Saltiri d'Utrecht. El fet que el Mestre de Bedford re-interpretés la il·lustració del primer salm del còdex al frontispici del saltiri de la seva Bible Historiale, ha fet que s'especulés amb la seva intervenció a la part anglesa del manuscrit. Tot i les similituds, ben podria ser que tan sols es basés en ell sense que hagi participat en la seva creació.
Els altres manuscrits que es van il·luminar entre 1170-1180 a Canterbury no guarden similitud amb l'estil figuratiu d'aquest saltiri, la qual cosa ha fet pensar que podria no haver estat realitzat pels monjos, sinó per laics contractats per aquest fi. Els il·luminadors de l'època a Anglaterra van estar influïts per l'art romà d'Orient, un aspecte que s'evidencia, per exemple, a la Bíblia de Dover feta per artistes que s'haurien inspirat en la decoració romana d'Orient de la siciliana capella Palatina de Palerm.
Les primeres atribucions fetes sobre les miniatures catalanes per Henri Omont ja apuntaven a un autor que hagués incorporat les influències giottesques, si bé havia situat les miniatures al voltant del 1300 i fetes a Itàlia per un pintor local. Aquest punt de vista va ser compartit per altres historiadors, com ara Víctor Loroquais, el primer que va fer una descripció detallada de les miniatures. Pietro Toesca situava l'execució a Siena o Nàpols i opinava que el seu autor s'hauria format a Avinyó. També creia que l'autor del Salteri era el mateix que el de la Bíblia angevina de Nàpols, actualment també a la Biblioteca Nacional de França, basant-se en la similitud del tempo narratiu i d'alguns detalls decoratius entre ambdues obres. Fins i tot el mateix historiador va proposar que Ferrer Bassa fos el Mestre del còdex de Sant Jordi una atribució destacable, ja que quan la va fer es desconeixia la vessant miniaturista del pintor.

Posteriorment, l'estudi de Millard Meiss sobre la pintura del Trecento a la Corona d'Aragó, atribuïa les miniatures del Salteri al Mestre de Sant Marc, és a dir a l'autor del Retaule de Sant Marc de Manresa que, actualment es considera obra d'Arnau Bassa.
Actualment existeix unanimitat en considerar que l'autor de les miniatures realitzades el segle xiv va ser Ferrer Bassa, un pintor conegut principalment per la seva activitat com a miniaturista i com a pintor del rei de la Corona d'Aragó. Ferrer Bassa va abandonar la inicial influència francogòtica, pròpia del començament del XIV a la Corona d'Aragó, per passar a incorporar tant la influència de l'escola florentina com de l'escola senesa i se l'ha anomenat el «Giotto català». Amb tot, no es creu que el seu giottisme sigui una influència directa de l'escola florentina, sinó dels germans Pietro i Ambrogio Lorenzetti que havien importat l'estil de Giotto des d'Assís cap a Siena, on probablement va viatjar Ferrer Bassa i on hauria captat models que el van influir a la seva obra.
A més d'aquest llibre de Salms, de la seva obra com a miniaturista destaca el Llibre d'hores de la reina Maria de Navarra, un treball iniciat per encàrrec del rei Pere el Cerimoniós cap al 1342, com a regal de noces de la seva primera esposa, Maria de Navarra. Ferrer Bassa ho va realitzar acompanyat de dos artistes més del seu taller, el seu fill Arnau Bassa i el Mestre de Baltimore. El còdex original es conserva a Venècia, a la Biblioteca Marciana. Entre els retaules que va realitzar se'n conserven el Retaule de Santa Anna per a l'Almudaina, una obra que va acabar Ramon Destorrents, el disseny del Retaule de Sant Jaume del convent de Santa Maria de Jonqueres que va pintar el seu fill Arnau. La seva obra més destacada i que millor s'ha conservat és el conjunt de pintures al fresc realitzades a la cel·la de Sant Miquel del monestir de Pedralbes de Barcelona.

## Història
Sembla que el manuscrit va ser elaborat a l'escriptori de l'església de Crist o a la catedral de Canterbury al segle xii. Va quedar inacabat, va passar a Catalunya a finals del mateix segle i, alguns autors, consideren que el 1346 se li fa l'encàrrec a Ferrer Bassa per acabar la il·lustració de les miniatures.
Una recent anàlisi de les fonts històriques ha permès desenvolupar una tesi que explicaria la interrupció de l'obra tot i que comptava inicialment amb molts mitjans econòmics i artístics, a més de relacionar la continuïtat catalana amb l'entorn anglès on es va produir la primera part. Segons aquesta interpretació, el manuscrit hauria estat un encàrrec del rei Guillem II de Sicília per a la catedral de Monreale, que havia fundat i havia fet decorar. Els mosaics de Monreale representen el referent per al saltiri, amb colors ben saturats i els fons d'or que en potencien la qualitat.
Sempre segons aquesta tesi, l'arribada del saltiri a Catalunya s'hauria produït després de la mort de Guillem II entre els anys 1194 i 1196, mitjançant els pactes entre el rei Alfons el Cast i el rei Ricard Cor de Lleó, germà de Joana d'Anglaterra esposa de Guillem II.
A partir d'uns documents fins aquell moment inèdits, el 2016 es va publicar que va ser propietat de l'infant Pere d'Aragó i d'Anjou a partir de 1346, i que va ser ell qui va encarregar Ferrer Bassa la continuació de les miniatures. En una carta de 7 de desembre de 1346 donava instruccions a Arnau Ballester, ciutadà de Barcelona i conseller reial de la cort de Pere el Cerimoniós, perquè fes un primer pagament de 30 lliures barcelonines per l'encàrrec d'acabar el saltiri. El 18 de juny de 1348, Arnau Ballester va morir víctima de la pesta, i el 17 de juliol l'infant Pere va nomenar Jaume Fiveller i Jaume de Besanta com a procuradors per a recuperar en nom seu el llibre de salms dels marmessors d'Arnau Ballester. En una carta de 3 de novembre de 1348, l'infant Pere encarregava a Jaume de Besanta que fes enquadernar el llibre adequadament: «E, en aprés, volem que façats ligar complidament lo salteri nostre que tenia lo dit n'Arnau Ballester ab bones cubertes noves e [ab] bons tancadors, segons que vós conexerets que faça affer, car no y entenem àls anadir».
Anteriorment a aquesta proposta, s'havia atribuït a Pere el Cerimoniós la iniciativa d'encarregar la il·luminació a Ferrer Bassa. Cal tenir en compte que Arnau Ballester, l'enllaç entre el comitent de l'obra i el pintor, era escrivà de ració i conseller reial a la cort de Pere III el Cerimoniós.
Més tard el còdex va formar part de la biblioteca del duc Jean de Berry per a passar posteriorment a la bibliòfila Margarida d'Àustria, regent dels Països Baixos. Figura als seus inventaris de 1516 i 1523 en els que consta com enquadernat en vellut verd amb tanques daurades.
Junt amb la major part dels seus llibres el va llegar a Maria d'Habsburg, germana de Carles V i neboda l'anterior propietària Margarida d'Àustria.
A partir de 1577 va quedar en dipòsit a la biblioteca dels ducs de Borgonya, a Brussel·les, fins que Napoleó Bonaparte se'l va endur a París el 1794 i es va incorporar a la biblioteca Imperial de Napoleó I, posteriorment incorporada a la Biblioteca Nacional de França. El 1809 es va enquadernar de nou afegint l'escut d'armes de Napoleó I, i perdent l'enquadernació original de color verd amb l'escut de Maria d'Hongria.
El 2005, l'editor Manuel Moleiro, de Barcelona, n'ha fet una reproducció limitada quasi original, fent donació d'un exemplar al Museu Nacional d'Art de Catalunya.

## Estil
Les il·lustracions d'aquesta primera part segueixen la línia iconogràfica del Saltiri d'Utrecht, del segle ix, de tradició carolíngia amb marcada influència romana d'Orient, però amb elements estilístics nous del gòtic. Conté imatges fantàstiques i irreals, de simbolisme complex, amb una representació abstracte de la natura i animals amb rostres expressius.
Els colors ben saturats i els fons d'or en potencien l'atractiu i incorporen valors formals de l'art romà d'Orient, heretat dels mosaics de Monreale, referents de la part anglesa del saltiri.
L'estil de Monreale relacionat amb el Saltiri anglocatalà, es vincula així mateix a les pintures murals de la sala capitular de Sixena. Aquestes pintures, avui al MNAC, es varen iniciar a finals del segle xii, per encàrrec de Sança de Castella, esposa del rei Alfons.
Algunes de les Il·lustracions de la bíblia de Winchester també s'han relacionats amb aquestes obres.
La posterior intervenció catalana de Ferrer Bassa està marcada per l'estil italianitzant del segle xiv a la Corona d'Aragó. Això va suposar un canvi dels registres figuratius i plàstics respecte a les fórmules del gòtic lineal precedent. L'autor adapta la seva aportació a una fórmula basada en la combinació de vinyetes juxtaposades de diferents dimensions. Els motius de caràcter hagiogràfic, exegètic o litúrgic complementen les narracions de fons bíblic. Les escenes de contingut apocalíptic o escatològic figuren entre les més vistoses: lluites de Sant Miquel, el judici final o sants d'ordes mendicants com els franciscans o els dominics en actitud de castigar els pecadors. Els salteris gòtics van tendir a la simplificació dels models carolingis que representaven imatges connectades amb el mateix text del Saltiri. Les noves fórmules sovint recullen tan sols episodis separats de l'Antic i el Nou Testament,però aquest no és el cas.

## Estructura
En l'actualitat l'obra està enquadernada en pell de color marró vermellós amb el monograma de Napoleó I estampat al llom. L'enquadernació va ser feta per P. Lefebvre el 1809. El monograma està encapçalat per una corona i envoltat d'una garlanda amb la inscripció: Psalterium cum figuris XII saeculi. Al foli 1r s'observen les diferents referències bibliogràfiques que ha tingut: "fr.1132bis", "Supp. lat 1194" i l'actual, "ms lat 8846".
L'enquadernació compren: un bifoli, quatre folis individuals, vint quaderns de vuit folis i un de deu folis.
Correspon a la part anglesa -la primera part- el total dels textos i les il·luminacions fins al foli 92r.

### Text
El salteri conté la traducció llatina de les versions hebrea, romana i gal·licana, disposades en tres columnes paral·leles amb el text fins al verset 6 del salm 98, on es va interrompre el treball del manuscrit. Hi ha comentaris en llatí a la versió gal·licana ubicats entre línies i en notes marginals. Els textos dels salms van precedits d'un prefaci i per darrere tenen un títol rubricat escrit amb tinta vermella, seguit d'una oració breu. També es poden observar parts traduïdes al francès a partir de la versió hebrea dins l'interlineat i traducció anglosaxona, a partir de la versió romana, als salms 59, 64, 77 i 87 dins els folis 103v, 109v, 135v i 154v.
El salm 1 compte amb un pròleg específic Suscipere digneris domine deus omnipotens hos psalmos consecratos.

### Part anglesa

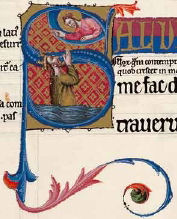
Lletra S inicial del

Entre els anys 1175 i 1190 els artistes del taller de Canterbury van emprendre el projecte ambiciós per fer un saltiri triple glossat dirigit a una audiència erudita i prou esplendorós per a ser digne d'un rei o algun dignatari.
Es desconeix el comitent del llibre, si bé alguns autors han considera que podria haver estat el rei d'Anglaterra Enric II d'Anglaterra o el rei Lluís VII de França. També es creu que podria tractar-se d'algun alt noble, com Enric el Lleó duc de Saxònia que va visitar Canterbury l'agost de 1184 durant el seu exili; o bé Ricard de Dover, successor de Thomas Becket.
Van organitzar el còdex, seguint la tradició carolíngia, combinant el text amb imatges per il·lustrar-lo. Van copiar els textos dels salms amb cal·ligrafia impecable, sense errades ni correccions, tot deixant els espais preparats per a les il·lustracions.
Els quatre primers folis estan pensats per a il·lustracions a pàgina sencera, de 48 × 33 cm, amb miniatures dividides en dotze seccions. Constitueixen un pròleg amb imatges fabuloses que expliquen un resum de la història de la humanitat segons les Escriptures, des del Gènesi fins a la història de Jacob.
Tot seguit, van fer 52 miniatures al començament de cada salm de mida de l'amplada de pàgina, uns 15 × 32 cm. Van completar fins a la pàgina 184, excepte 6 inacabades, i per motius desconeguts van abandonar el projecte deixant-lo a mig fer.

### Part catalana

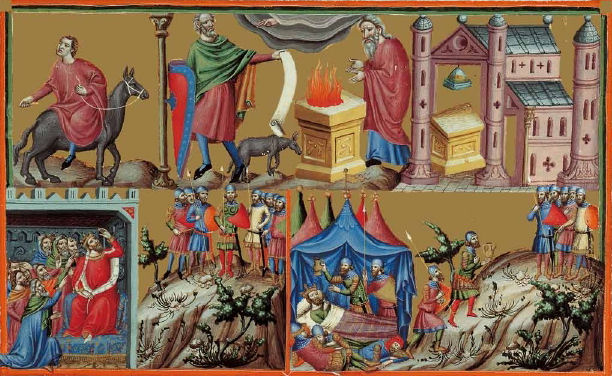
Foli 93 recto il·lustrant

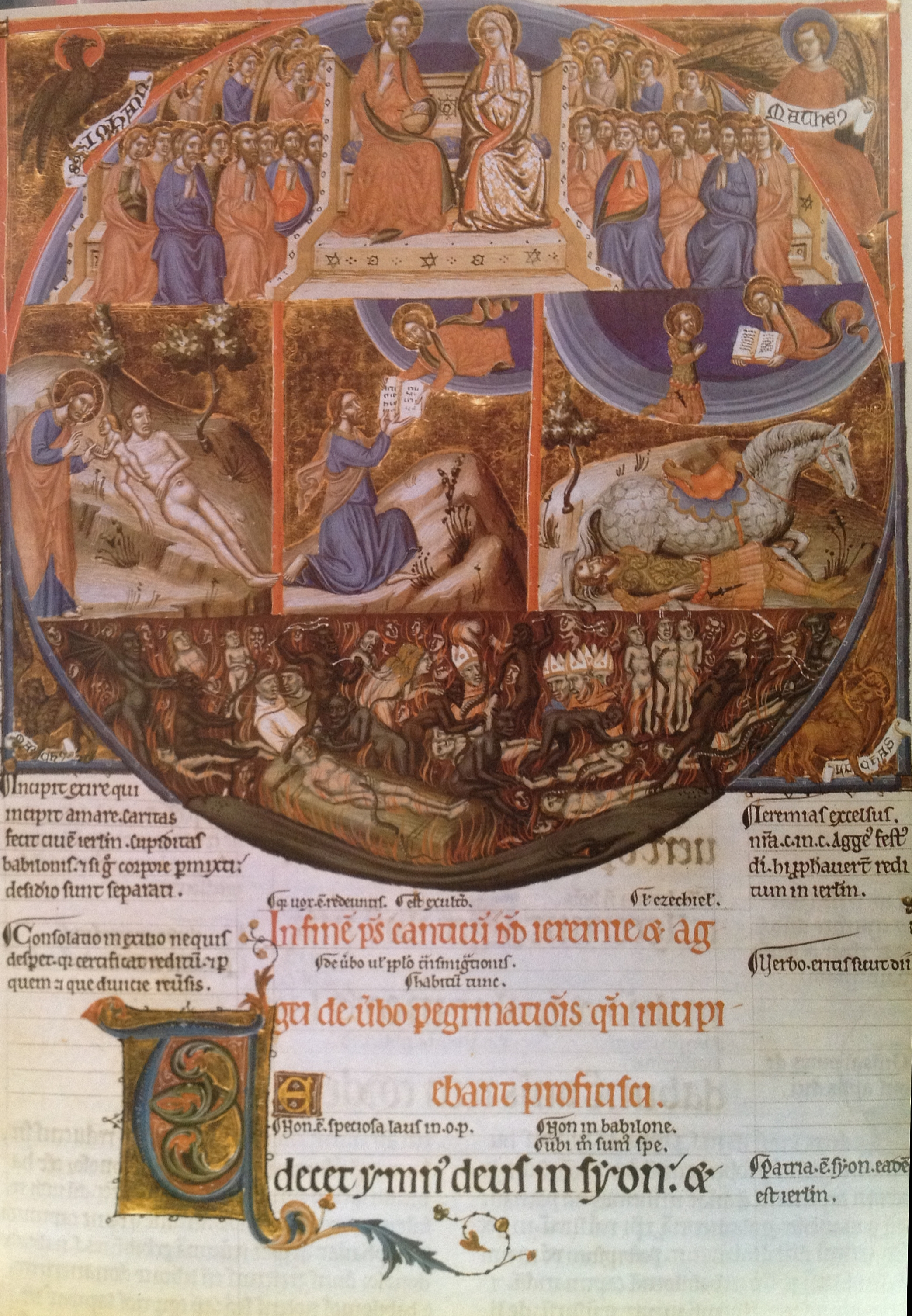
Foli 109 v.

Si bé el saltiri va arribar a Catalunya cap al 1196, no va ser fins al 1346, segons la proposta feta el 2016 a partir de la descoberta d'alguns nous documents, que es va encarregar al pintor de la cort, Ferrer Bassa, la finalització del manuscrit.
Les sis miniatures de les pàgines 144, 146, 160, 162, 164 i 172 són hibrides. Són obra de Ferrer Bassa pintades sobre els dibuixos que els artistes de Canterbury van deixar inacabats.
La segona part catalana comença en la pàgina 185 (foli 93 recto) amb 46 miniatures fetes en els espais buits preparats. Solen estar emmarcades en colors vius i dividides en diferents compartiments. Ferrer Bassa reinterpreta l'esquema romà d'Orient amb una iconografia més lliure, allunyant-se del model original.
Els motius i detalls són coherents estilísticament però amb alguna variació petita que suggereix poca participació del taller.
És un fet inusual que un pintor català del segle xiv, en un context orientat cap a Itàlia, intervingués en uns esquemes artístics anglobizantins de la cultura anglonormanda d'una època anterior. La part anglesa correspon als inicis del gòtic, i en l'època de Ferrer Bassa ja s'havia imposat plenament al romànic, suposant tot un repte artístic. La fusió de les dues cultures artístiques, separades per l'espai i el temps, fa que sigui una obra única en la història de l'art, un manuscrit essencial per la pintura medieval europea.